# Вазгенашен (Агдамский район)
Вазгенашен — село на территории Агдамского района Азербайджана.

## История
Село было построено после окончания Первой карабахской войны специально для беженцев-армян на совместные средства государственного бюджета НКР и благотворителей из диаспоры.
Согласно административно-территориальному делению непризнанной Нагорно-Карабахской Республики, контролировавшей село до ноября 2020 года было расположено в Мартунинском районе НКР.
По данным на 2004 год в селе было 46 домов, по данным переписи 2005 года население составляло 226 человек. В селе была средняя школа и медпункт. В Вазгенашене проживала наибольшая доля многодетных семей в Нагорно-Карабахской Республике.